# Cervià de Ter (kommunhuvudort)
Cervià de Ter är en kommunhuvudort i Spanien.   Den ligger i provinsen Província de Girona och regionen Katalonien, i den östra delen av landet, 600 km öster om huvudstaden Madrid. Cervià de Ter ligger 45 meter över havet och antalet invånare är 756.
Terrängen runt Cervià de Ter är platt åt nordost, men åt sydväst är den kuperad. Cervià de Ter ligger nere i en dal. Runt Cervià de Ter är det ganska tätbefolkat, med 86 invånare per kvadratkilometer. Närmaste större samhälle är Girona, 11,5 km sydväst om Cervià de Ter. 